# جان ماكلين
جان ماكلين (بالإسبانية: Jean McLean)‏ هو لاعب كرة قدم بنمي في مركز الوسط، ولد في 16 يناير 1984 في مدينة بنما في بنما. شارك مع منتخب بنما لكرة القدم. أما مع النوادي، فقد لعب مع أمريكا دي كالي وبلازا أمادور.

## وصلات خارجية
- جان ماكلين على موقع قاعدة بيانات كرة القدم.إي يو (الإنجليزية)
- جان ماكلين على موقع ناشيونال فوتبول تيمز (الإنجليزية)
- جان ماكلين على موقع Soccerway.com (الإنجليزية)